# سيدني ليا
سيدني ليا (بالإنجليزية: Sydney Lea)‏‏ (22 ديسمبر 1942 - ) روائي، وشاعر من الولايات المتحدة.

## الجوائز
- زمالة غوغنهايم
- منحة فولبرايت